# الشرطة السرية الرومانية
الشرطة السرية الرومانية أو "سكيوريتات" (بالرومانية: Securitate)كان المصطلح المشهور لـ (وزارة أمن الدولة الرومانية) (بالرومانية: Departamentul Securității Statului)، كان جهاز الشرطة السرية لرومانيا ابان الحقبة الشيوعية.
كانت تعد الشرطة السرية الرومانية واحدة من أكبر وأعنف اجهزة الشرطة السرية في الكتلة الشرقية.
تشكلت الشرطة السرية في البداية من 4,641 موظفا في عام 1948 , بحلول عام 1951 زاد عدد الموظفين خمسة اضعاف. في يناير 1956 أصبح لدي الشرطة السرية 25,468 موظفا.

```
في أوج قوتها، كان لديهم 11 ألف 
عميل
 وحوالي نصف مليون 
مخبر
، 
لبلد بلغ عدد سكانه 22 مليون نسمة بحلول عام 
1985
.
```

تحت قيادة القائد الشيوعي الروماني نيكولاي تشاوشيسكو، كانت الشرطة السرية الرومانية من أكثر اجهزة الشرطة وحشية علي وجه الأرض وكانت مسؤولة عن الكثير من عمليات القبض والتعذيب ومقتل الالاف من الناس.

## تاريخها

### التأسيس
تأسست المديرية العامة لأمن الشعب، وكان اسمها الأكثر شيوعًا سيكوريتات أو الشرطة السرية الرومانية، رسميًا في 30 أغسطس من العام 1948، بموجب المرسوم 221/30 الصادر عن رئاسة الجمعية الوطنية الكبرى. لكن المؤشرات عليها وبداية أسلافها فكانت تعود إلى أغسطس من العام 1944، في أعقاب انقلاب الملك مايكل. كان الغرض المعلن منها هو «الدفاع عن الفتوحات الديمقراطية وضمان سلامة الجمهورية الشعبية الرومانية ضد كل الأعداء الداخليين والخارجيين».
أنشئت الشرطة السرية الرومانية سيكوريتات بمساعدة سميرش، أو وحدة مكافحة التجسس في المفوضية الشعبية للشؤون الداخلية. قاد العقيد أليكساندرو نيكولتشي عمليات سميرش في رومانيا التي يطلق عليها اسم بريغادا موبيليا أو اللواء المتنقل حتى عام 1948. كان أول مدير لسيكوريتات غورغي بينتيلي بينما شغل نيكولتشي وفلاديمور مازورو مناصب نائبي المدير.
كما يقول فلاديمير تيسمينو، «إذا لم يدرك المرء دور البلطجية السياسيين مثل الجاسوسين السوفيتيين بنتيلي بودارنكو وألكساندرو نيكولسكي بممارسة الإرهاب في رومانيا خلال الفترة الستالينية الأبشع وعلاقاتهم الشخصية مع غورغي غورغيو ديج وأعضاء الوفد المرافق له، سيصعب فهم أصول الشرطة السرية الرومانية ودورها».
في البداية، كان العديد من عملاء الشرطة السرية الرومانية من شرطة الأمن الملكي السابقة. مع ذلك، خلال فترة قصيرة، أمر بانتيوسا بتوقيف أي شخص خدم سابقًا في الشرطة الملكية مهما كان منصبه ودوره فيها، وعيّنوا بدلًا منهم أعضاء من الحزب الشيوعي لضمان ولائهم الكامل.

### الطريقة
أُجريت عمليات المراقبة للشرطة السرية الرومانية بعدة طرائق منها: المراقبة الاستخباراتية العامة والمراقبة الاستخباراتية ذات الأولوية وملف التخليص وملف المراقبة الفردية وملف الهدف، والهدف هو، على سبيل المثال، معهد أو مستشفى أو مدرسة أو شركة، وملف القضية، وأهدافه هي السجناء السياسيون السابقون وأعضاء الحرس الحديدي السابقين والمنظمات الدينية، إضافة إلى ملف العنصر الذي يستهدف الكتاب والكهنة وغيرهم.
في الثمانينيات من القرن الماضي، أطلقت الشرطة السرية الرومانية حملة ضخمة للقضاء على المعارضة في رومانيا، فتلاعبوا بسكان البلاد بالشائعات الشريرة والمكائد والافتراءات والإهانات العلنية؛ فشجعوا الصراع بين شرائح السكان، وشددوا الرقابة والقمع ضد حتى أصغر تلميحات الاستقلال بالرأي عند المثقفين. في كثير من الأحيان، استخدمت الشرطة السرية مصطلح المثقفين للإشارة إلى المنشقين الحاصلين على تعليمٍ عالٍ مثل طلاب الجامعات والكليات والكتّاب والمخرجين والعلماء الذين عارضوا فلسفة الحزب الشيوعي الروماني. هذا واستخدمت الاغتيالات لإسكات المعارضة، مثل محاولة قتل المنشق رفيع المستوى أيون ميهاي باسيبا، الذي حُكم عليه مرتين بالإعدام في رومانيا عام 1978، والذي أصدر تشويسيسكو مكافأة قدرها مليوني دولار أمريكي مقابل راسه، أضاف إليها كل من ياسر عرفات ومعمر القذافي مليون دولار دعمًا للحليف الشيوعي.
كان الدخول عنوةً إلى المنازل والمكاتب وزراعة الميكروفونات تكتيكًا آخر استخدمته الشرطة السرية الرومانية في استخراج المعلومات من عامة السكان. روقبت المحادثات الهاتفية بشكل روتيني، واعتُرضت جميع الاتصالات الداخلية والدولية. في أغسطس من العام 1977، عندما أضربت نقابات عمال مناجم الفحم، توفي العديد من قادة التحرك بأعمار صغيرة، واكتشف لاحقًا أن الأطباء الشيوعيين قد أخضعوهم للأشعة السينية مدة خمس دقائق في محاولة لجعلهم يصابون بالسرطان. بعد انخفاض معدلات المواليد، أدخلت عميلات الشرطة لأجنحة الأمراض النسائية في حين أصبحت اختبارات الحمل المنتظمة إلزامية للنساء اللواتي يبلغن سن الإنجاب، مع فرض عقوبات صارمة على أي امرأة تبين أنها أجهضت حملها في وقت سابق.
كانت الشرطة السرية الرومانية موجودة في كل مكان لدرجة أنه كان يعتقد أن واحدًا من أصل أربعة رومانيين كان مخبرًا. في الواقع، نشرت الشرطة السرية عميلًا أو مخبرًا واحدًا لكل 43 رومانيً، وهو ما يعتبر رقمًا كبيرًا بما يكفي ليجعل تنظيم أي نشاط معارض مستحيلًا. عزز النظام عمدًا هذا الشعور السائد أن المخبرين موجودين في كل مكان، مؤمنًا أن الخوف من مراقبته كان كافيًا لإخضاع الناس لإرادتهم.

### نهايتها
بعد الإطاحة بـتشاوتشيسكو، استمر جهاز الشرطة السرية الرومانية حتى عام 1991، عندما وافق البرلمان على قانون يعيد تنظيمه في عدد محدود من المهام الخاصة السرية مثل المخابرات الرومانية وجهاز الاستخبارات الخارجية وخدمة الحماية والحراسة وخدمة الاتصالات الخاصة وغيرها. على الرغم من ذلك، وفي أوائل عام 1991، تجمعت أعداد كبيرة من المتظاهرين في مكاتب الأمن في جميع أنحاء البلد للمطالبة بالوصول إلى ملفات الوكالة.
أما اليوم، فإن المجلس الوطني لدراسة محفوظات الشرطة السرية الرومانية هو السلطة التي تدير محفوظات الأجهزة السرية الشيوعية السابقة في رومانيا وتنشئ البرامج والمعارض التعليمية للحفاظ على ذكرى ضحايا النظام الشيوعي.

## تقسيماتها
- الإدارة العامة للعمليات التقنية: مهمتها مراقبة جميع الاتصالات المحلية والدولية، تأسست عام 1954.
- إدارة مكافحة التجسس: مهمتها مراقبة جميع الأجانب في البلاد لمكافحة عمليات التجسس.
- إدارة الاستخبارات الخارجية: مهمتها القيام بعمليات التجسس الخارجية لصالح الدولة الرومانية.
- إدارة السجون: مهمتها كانت إدارة السجون في البلاد، وقد كانت تلك السجون معروفة بظروفها المزرية.
- إدارة الأمن الداخلي: مهمتها مراقبة جميع النشاطات التي تقام ضمن الحزب الشيوعي الروماني.
- إدارة جنود الأمن: وهي قوة عسكرية رديفة تتبع مباشرة للرئيس ووزير الداخلية ومسلحة بشكل كامل.
- إدارة الميليشيا: أو بعبارة أخرى إدارة الشرطة الرومانية.
- الإدارة 5: مهمتها الحماية الشخصية للشخصيات المهمة.[10]